# Baudoin d'Avesnes
Baudouin d'Avesnes ou Bauduin d'Avesnes (v. 1219- †1289) est un chevalier, seigneur de Beaumont, dans le Hainaut, à qui est attribuée traditionnellement une Chronique universelle en ancien français allant jusqu'en 1278, dont il est peut-être le commanditaire.

## Biographie
Il est né vers 1219, dans le comté de Luxembourg, d’un mariage reconnu a posteriori par l’Église (son père Bouchard d'Avesnes ayant été sous-diacre). 
Sa mère, la comtesse Marguerite II de Flandre, remariée à Guillaume III de Dampierre, cherchant à faire admettre son illégitimité pour favoriser ses enfants du second lit, il fut finalement reconnu, avec son frère Jean Ier d'Avesnes, comme fils légitime sur intervention de saint Louis et du légat du pape et obtint la seigneurie de Beaumont (Hainaut) en apanage dès 1246. Le pape Innocent IV lui-même confirma cette sentence le 17 avril 1250.
En lutte avec sa mère et ses frères utérins, on a prétendu qu’avec son frère Jean d’Avesnes, comte de Hainaut, il fut responsable de l’accident qui coûta la vie à l'un de ses demi-frères au cours d’une joute à Trazégnies en 1251 : Guillaume de Dampierre y fut en effet piétiné par des chevaux.
Après l'édit de Péronne (1256), et la mort de son frère Jean, il se réconcilia avec sa mère, bien qu'il l'eût traitée un jour de « ribaude » et vécut avec elle et son demi-frère Guy de Dampierre, dont il devint conseiller.  Sa mère l’envoya même en mission de représailles à Namur en 1263 : il en défendit le château contre le comte de Luxembourg, et réunit la ville au comté de Flandre. En récompense, Marguerite lui donna la seigneurie de La Roche.
À la mort de Marguerite en 1280, on constitua au profit de Baudouin un apanage fait de villes, forêts et villages détachés des comtés de Hainaut et de Flandre.
En 1287, Baudouin d’Avesnes vendit Dunkerque et Warneton au comte de Flandre Guy de Dampierre, contre le versement d'une rente viagère.
Baudouin fonda une chapelle chez les cordeliers de Valenciennes et institua dans cette ville une fête marchande le jour de la Saint Mathieu.
Mort au Quesnoy en avril 1289. Inhumé le 10 avril 1289 chez les Cordeliers de Valenciennes dans un tombeau de marbre entre le chœur et la chapelle St Jacques. Son épitaphe était ainsi rédigée : « Ci-gist noble chevalier Bauduin d'Avesnes, seigneur de Beaumont, second fils de Marguerite comtesse de Flandres et de Hainau, qui trépassa l’an mcclxxxix ».
Le généalogiste Nicolas Viton de Saint-Allais, dans son Nobiliaire universel de France, indique que « Baudoin d'Avennes céda tous ses droits sur le comté de Hainaut à Jean, son frère aîné, se réservant le titre de la seigneurie d'Avennes. Il se croisa plusieurs fois, et accompagna Saint Louis en Palestine en 1263. À son retour de la Terre-Sainte, Philippe III le Hardi, pour le récompenser de ses services lui donna les terres et la seigneurie d'Hermonville, Clamecy, Villers-en-Prayères, Trucy, etc. Baudoin mourut à Hermonville en 1284 » mais Gustave Chaix d'Est-Ange indique lui  dans son Dictionnaire des familles françaises anciennes que « Saint-Allais a cherché à rattacher la famille d'Avennes d'Hermonville à la famille des anciens seigneurs de la ville d'Avesnes, en Hainaut mais le système de filiation adopté par Saint Allais ne s'appuie sur aucune preuve et les premiers degrés de sa généalogie sont remplis d'anachronismes et de contradictions qui les rendent inacceptables. »
Un de ses contemporains a dit de Baudouin d'Avesnes :«  Il fut un des plus saiges chevaliers de son naturel qui fût en ce temps bien que moult petit et menu ».

## Descendance
Il épousa Félicité de Coucy, fille de Thomas II de Coucy et de Mahaut de Rethel dont il eut deux enfants:
- Jean d'Avesnes (✝ 18 février 1283), seigneur de Beaumont (Hainaut), marié à Agnès de Valence, dame de Danfalize, fille Guillaume de Lusignan, dit de Valence et de Joan de Munchensy, dont :
  - Baudouin d'Avesnes (✝ 1299), seigneur de Beaumont (Hainaut)[5]
- Béatrice d'Avesnes, hérita de tous les biens de son père sauf le comté de Beaumont, épouse du Lion de Luxembourg et reine de tous les cœurs au Tournoi de Chauvency. Elle fut la mère de l'empereur Henri VII de Luxembourg et de Baudouin de Luxembourg, archevêque de Trèves.

## La «Chronique de Baudouin d'Avesnes»
Baudouin d'Avesnes est surtout connu pour cette réalisation. Le comte de Flandre Baudouin VI de Hainaut avait entrepris de faire écrire une histoire débutant à la création du monde. Mort en 1205, il ne connut que le début de l'œuvre. Baudouin d'Avesnes, son petit-fils, la reprit, à une date non connue, et sans qu'il soit possible de déterminer quelle fut la part de Baudouin et de ses collaborateurs.

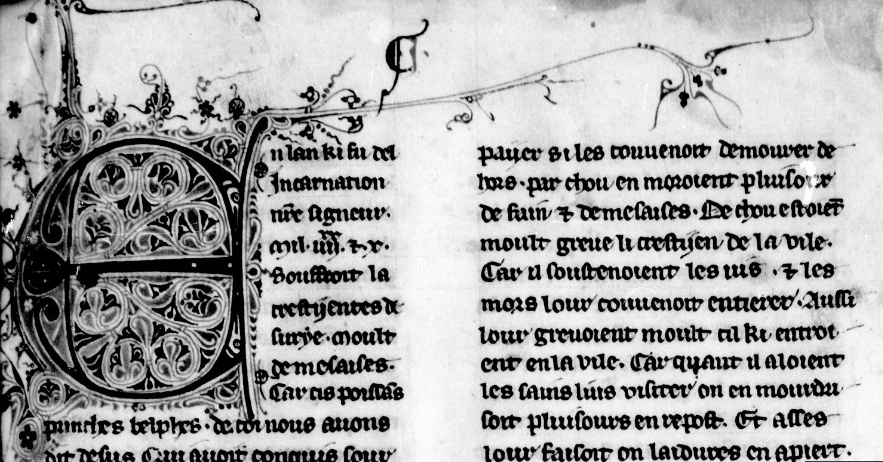
Extrait de la "Chronique universelle de Baudoin d'Avesnes" en rouchi.
En l'an ki fu de l'Incarnation Nostre Signeur...
BNF, ms. français 2633, f. 7v, XIIIe siècle.

C'est une vaste compilation historiographique en fait anonyme, en ancien français, racontant l'histoire du monde depuis la Création jusqu'en l'an 1278 (chronique universelle). À mesure qu'on s'approche du XIIIe siècle, l'intérêt se concentre sur la Flandre et le Hainaut, et particulièrement sur la généalogie des familles issues de ces deux comtés. Le Speculum historiale de Vincent de Beauvais est mis très largement à contribution. Sont également utilisés : la Chronique de Sigebert de Gembloux, la Chronique du Hainaut de Gilbert de Mons, une traduction française de l'Historia de Guillaume de Tyr (et ses continuateurs), le texte intitulé Faits des Romains. C'est en fait une compilation sans originalité, d'ailleurs énorme (occupant trois gros volumes in-folio), et qui fut abrégée dès la fin du XIIIe  ou le début du XIVe siècle (seconde rédaction, intitulée Chronique abrégée de Baudouin d'Avesnes, avec quelques ajouts concernant notamment la généalogie des familles de la région). Cette Chronique abrégée a été la plus diffusée, et dans plusieurs manuscrits elle apparaît avec des continuations, notamment une version également abrégée de la Chronique normande du XIVe siècle (un récit qui couvre la période 1294-1372), et d'autres morceaux qui poussent le récit jusqu'à la fin du XIVe siècle. Il y a également eu une version latine partielle (Ex Cronicis Haynoniensibus recollectis per Magistrum Balduinum de Avennis).

### Édition partielle
- Joseph-Bruno-Marie-Constantin Kervyn de Lettenhove (Éditeur scientifique), Istore et croniques de Flandres : d'après les textes de divers manuscrits, Bruxelles, F. Hayez, coll. « Collection de chroniques belges inédites » (no 19,1-2), 1879-1880, 2 vol. XXXVI - 634 p.-1 f. de front. en coul., 698 p.-1 f. de front. en coul. ; 28 cm (BNF 37440036)
Istore et croniques de Flandres, vol. 1 sur Gallica
Istore et croniques de Flandres, vol. 2 sur Gallica